# Temnosternus dissimilis
Temnosternus dissimilis es una especie de escarabajo longicornio del género Temnosternus, tribu Tmesisternini, orden Coleoptera. Fue descrita científicamente por Pascoe en 1859.
El período de vuelo ocurre durante los meses de enero y agosto.

## Descripción
Mide 8-14 milímetros de longitud.

## Distribución
Se distribuye por Australia.